# Кејп Винсент (Њујорк)
Кејп Винсент (енгл. Cape Vincent) град је у америчкој савезној држави Њујорк.

## Демографија
По попису из 2010. године број становника је 726, што је 34 (-4,5%) становника мање него 2000. године.
| Група             | 2000.       | 2010.       |
| Белци             | 746 (98,2%) | 697 (96,0%) |
| Афроамериканци    | 1 (0,1%)    | 3 (0,4%)    |
| Азијати           | 1 (0,1%)    | 0 (0,0%)    |
| Хиспаноамериканци | 4 (0,5%)    | 17 (2,3%)   |
| Укупно            | 760         | 726         |